# Andrew Weisblum
Andrew Weisblum é um editor de vídeo americano. Ficou conhecido por suas frequentes colaborações com os diretores Darren Aronofsky e Wes Anderson. Weisblum foi nomeado ao Oscar de Melhor Montagem por seu trabalho em Cisne Negro.

## Filmografia

### Editor de efeitos visuais
- Chicago (2002)
- The Fountain (2006)

## Editor de filme
- Coney Island Baby (2003)
- Undermind (2003)
- Broken English (2007)
- Dear Lemon Lima (2007)
- The Darjeeling Limited (2007)
- The Wrestler (2008)
- Fantastic Mr. Fox (2009)
- Cisne Negro (2010)
- Moonrise Kingdom (2012)
- The East (2013)
- Noah (2014)
- Alice Through the Looking Glass (2016)
- Mother! (2017)